# Roman Salei
Roman Sergeyevich Salei (en azéri : Raman Sergeyeviç Salei; né le 27 février 1994) est un nageur paralympique azerbaïdjanais d'origine biélorusse. Roman Salei est le premier et jusqu'à présent le seul triple champion paralympique d'Azerbaïdjan. Maître honoré des sports de la République d'Azerbaïdjan (2022).

## Parcours professionnel
Aux Jeux Paralympiques de 2016 à Rio de Janeiro, Roman Salei remporte l’argent au 100 mètres dos,.
En septembre 2019, aux Championnats du monde de Londres, Roman Salei prend la deuxième place du 100 m dos, décrochant ainsi une licence pour les Jeux Paralympiques de 2020 à Tokyo. Sur une distance de 50 m nage libre, il prend la troisième place avec un résultat de 24,32 s.
Roman Salei devient triple vainqueur des Jeux Paralympiques d'été de 2020 à Tokyo, médaillé d'argent et double de bronze des Jeux Paralympiques d'été de 2024 à Paris.

## Décorations
- En septembre 2016, Roman Salei, sur ordre du président azerbaïdjanais Ilham Aliyev, reçoit l'Ordre « Pour service à la patrie », degré III, pour ses hautes réalisations aux XVes Jeux paralympiques d'été de Rio de Janeiro, ainsi que pour ses services dans le développement du sport azerbaïdjanais.
- Sur ordre du président de la République d'Azerbaïdjan Ilham Aliyev, Roman Salei est décoré de l’Ordre de la Gloire pour ses hautes réalisations aux XVIes Jeux Paralympiques d'été de Tokyo et ses services dans le développement du sport azerbaïdjanais.
- Par arrêté du président de la République d'Azerbaïdjan Ilham Aliyev du 10 septembre 2024, Roman Salei reçoit l'Ordre « Pour service à la patrie », II degré, pour ses hautes réalisations aux XVIIes Jeux Paralympiques d'été à Paris, en France et ses services dans le développement du sport azerbaïdjanais. Par décret présidentiel du même jour, il reçoit également une récompense de 200 000 manats pour les deuxième et troisième places aux Jeux Paralympiques.

## Réferences
1. ↑  Azerisport.com idman portalı. "Роман Салей установил рекорд Азербайджана на Паралимпийских играх". www.azerisport.com ( (rus.)).
2. ↑  Azerisport.com idman portalı. "Паралимпиада Рио-2016: Роман Салей стал четвертым на Паралимпийских Играх, опередив своего брата Дмитрия Салея. (rus.)".
3. ↑  Azerisport.com idman portalı. "Паралимпиада Рио-2016: Роман Салей уступил еще один шанс на медаль в финале Паралимпийских Играх. (rus.)"
4. ↑   Azerisport.com idman portalı. "Паралимпиада Рио-2016: Дмитрий Салей завоевал серебряную медаль Паралимпийских Играх. (rus.)". www.azerisport.com. 2018-08-05 tarixində arxivləşdirilib